# Friend to Lover
《Friend to Lover》是日本SMEE在2013年6月28日發售的戀愛冒險類型成人遊戲。DMM.com在2015年2月13日發售DL版，另外在2016年4月15日發售HD版。2014年8月15日（Comic Market 86）發售《Friend to Lover Mini Fandisc》（フレラバ ミニファンディスク）。2015年3月26日由KAGA CREATE（加賀クリエイト）發售PSV版《Friend to Lover 〜フレラバ〜》。

## 故事
在新學期開始的春天，想要在今年夏天交到女朋友的青葉恭介和朋友嘗試尋找女性搭訕，但都是以失敗做為收場。到了開學日的當天，在和朋友聊到昨天搭訕找女友開始嬉鬧的時候，恭介卻心血來潮突然在全班同學面前大聲宣示今年要有女朋友，並且在受到老師和學生鼓舞的影響後開始展開行動。

## 角色

### 主要角色
青葉恭介
本作男主角，城彩學園2年A組的學生，與母親同住。希望能交到女朋友，有個充實的校園青春生活。
皆原陽茉莉（聲優：東かりん）
恭介的同學和青梅竹馬。因為搬家導致兩人關係開始疏遠，幾年之後，在就讀同班級中重逢。
望月理奈（聲優：あじ秋刀魚）
恭介的同學。從國中到現在一直都是同學有如孽緣般彼此認識到現在，是恭介最熟悉的朋友。
柊柚遊（聲優：秋野花）
恭介的同學，擅長游泳。因為不擅長與別人交際而受到孤立。
澤渡岬（聲優：水邑琴音）
城彩學園3年級學生。長髮飄逸和伴隨而來的香味讓很多人認為是學園的大小姐。

### 其他角色
野野村智美（聲優：鈴音華月）
陽茉莉的親友。
綾部真尋（聲優：西乃ころね）
理奈的朋友，擔任風記委員。去年就和恭介、理奈同班，認為恭介和理奈是相配的一對因此想幫忙湊合兩人。
水澄真子（聲優：白州妙）
柚遊的游泳部學妹。
瀨野元氣（聲優：蝦押丈）
恭介的同學和朋友。和恭介一樣也希望能交到女朋友。
須賀崎桃（聲優：夏村伊介）
恭介的同學和朋友，爬蟲類同好會的部長。
近藤正義（聲優：西岡賢吾）
城彩學園2年A組的班級老師和體育老師。
紺野彩里沙（聲優：森谷實園）
城彩學園3年級學生。《PURE×CONNECT》的女主角之一。
篠崎歩美
城彩學園3年級學生。《PURE×CONNECT》的女主角之一。

## 主題歌
フレラバ 〜Friend to Lover〜
- 片頭曲「quantum jump」[7]

作詞：真里歌　作/編曲：Meis Clauson　歌：真里歌
- 片尾曲「二人のアルバム」

作詞：夏希美羽　作/編曲：椎名俊介　歌：夏希美羽
Friend to Lover 〜フレラバ〜
- 片頭曲「eclosion」[8]

作詞：kala　作/編曲：椎名俊介　歌：西沢はぐみ
- 皆原陽茉莉片尾曲「and happy」

作詞：kala　作/編曲：椎名俊介　歌：皆原陽茉莉（東かりん）
- 望月理奈片尾曲「Good Night」

作詞/作曲：kala　編曲：R.East　歌：望月理奈（あじ秋刀魚）
- 柊ゆずゆ片尾曲「シャルロットの憂鬱」

作詞：Riryka　作/編曲：井ノ原智　歌：柊ゆずゆ（秋野花）
- 沢渡岬片尾曲「この声を聞いてね」

作詞：中山♡マミ　作/編曲：篠原瑞希　歌：沢渡岬（水邑琴音）

## 工作人員
- 監修：宅本うと[9]
- 原畫

あめとゆき：皆原陽茉莉、沢渡岬
ひなたもも：柊ゆずゆ
REI：望月理奈
かのら：副角色
- 劇本：チームフレラバ（早瀬ゆう、木村ころや、柊晴空、松倉慎二）
- BGM：Angel Note
- 影片：yo-yu
- 執行製作人：亜佐美晶

## 評價
《Friend to Lover》在Getchu.com的美少女遊戲大賞2013中獲得綜合部門第14名。另外PSV版在電玩周刊ファミ通2015年4月2、9日合併號的クロスレビュー中獲得32分（滿分40分）並且進入金殿堂。

## 外部連結
- PC版官方網站（页面存档备份，存于）（日語）
- PC英文版官方網站（页面存档备份，存于）（英文）
- PSV版官方網站 （页面存档备份，存于）（日語）